# Wunibald Kamm
Wunibald Kamm (Basilea, 26 aprile 1893 – Stoccarda, 11 ottobre 1966) è stato un ingegnere e designer tedesco considerato il padre dell'aerodinamica applicata alle automobili. 
I profili delle parti posteriori di carrozzerie basati sulle sue ricerche, sono definiti a "forma K", a "coda di Kamm" o, più modernamente, a "coda tronca".

## Biografia

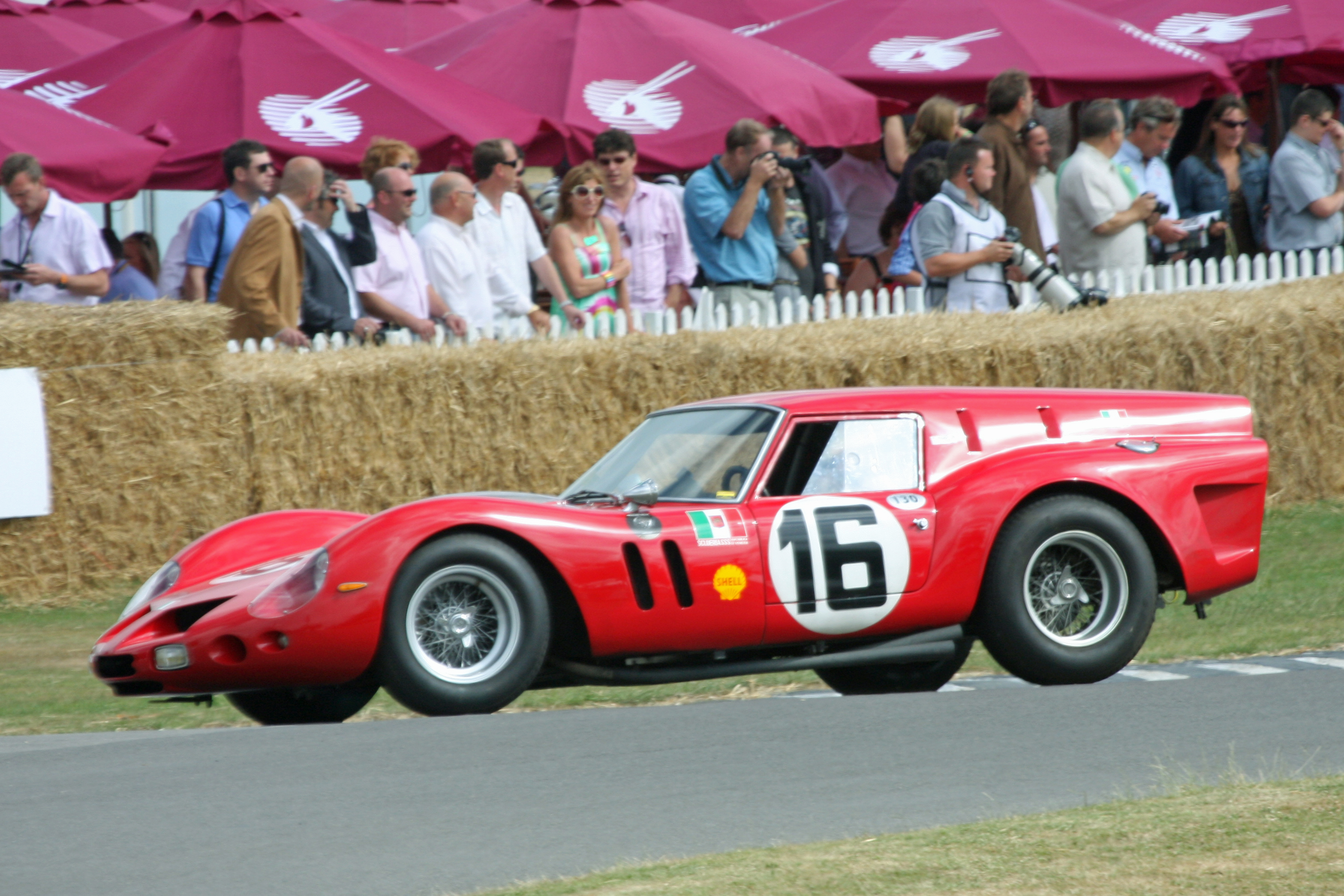
Una Ferrari 250 GT Drogo, esempio di carrozzeria Kammback

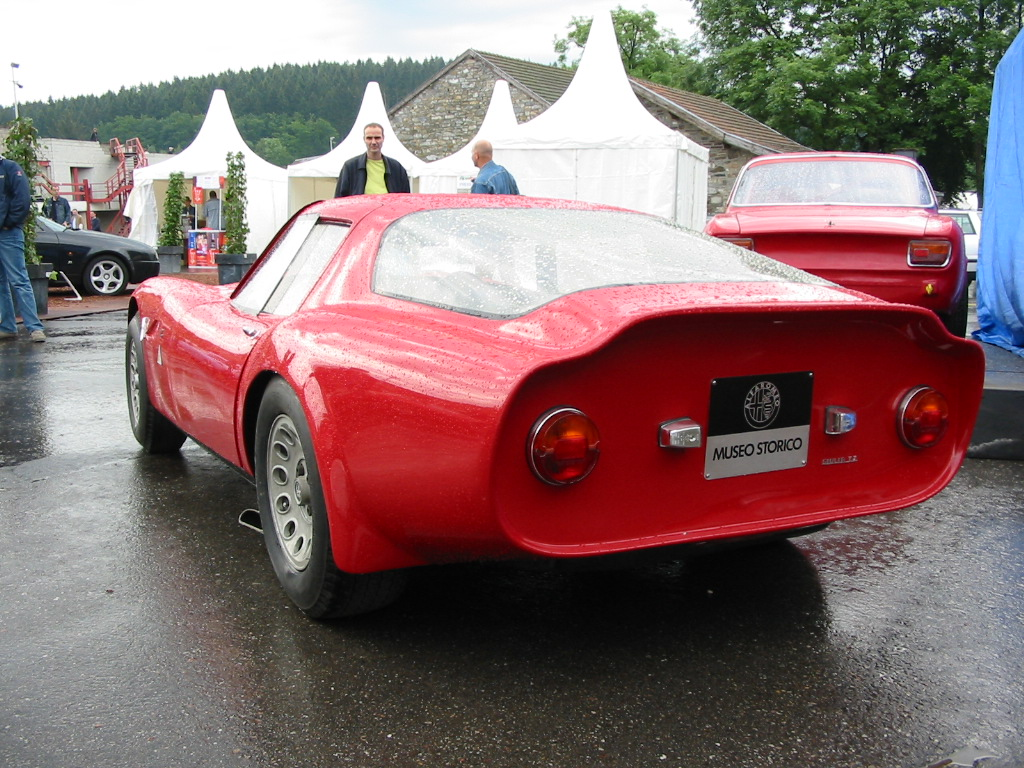
Vista posteriore di un'Alfa Romeo Giulia TZ2

Wunibald Kamm terminò i suoi studi accademici nel 1920 con una laurea in ingegneria meccanica all'Università di Stoccarda. Nel 1922 conseguì un dottorato di ricerca sulla stabilità dei palloni frenati. Dal 1922 al 1925 lavorò per la Daimler-Benz occupandosi di motori da competizione sotto la direzione di Paul Daimler e Ferdinand Porsche. Nel 1925 mise a punto tre prototipi di autovettura per conto della SHW. Dal 1926 al 1930 diresse invece il dipartimento che si occupava di motori del Deutsche Versuchsanstalt für Luftfahrt.
Nel 1930 diventò professore ordinario di ingegneria applicata ai veicoli ed ai motori dell'Università di Stoccarda. Nello stesso anno fondò l'Istituto di ricerca sull'ingegneria automobilistica e sui motori dei veicoli di Stoccarda, che gli permise di lavorare con l'industria affrancandosi dalle rigide regole accademiche. Negli anni trenta e quaranta questo istituto, sotto al guida di Kamm, diventò uno dei più importanti centri ricerca su questo campo applicativo. Durante la seconda guerra mondiale l'istituto ottenne diverse commesse militari.
Kamm fu pioniere della ricerca applicata alla automobili contribuendo allo sviluppo dell'aerodinamica dei veicoli ed al progresso dell'ingegneria applicata ai motori a combustione. Inoltre, Kamm studiò a fondo la fisica collegata agli pneumatici.
Il primo prototipo frutto dei suoi studi in campo aerodinamico venne realizzato nel 1938. Si presentava come una berlina quattro porte avente una coda troncata bruscamente. Questo modello, che venne basato sul telaio della BMW 328, fu poi seguito da altre vetture con le medesime caratteristiche. Il particolare tipo di parte posteriore di questi veicoli fu chiamato "coda di Kamm".
A conflitto terminato, con la sconfitta della Germania nazista, Kamm fu ingaggiato dagli Stati Uniti. Dopo aver collaborato con l'esercito statunitense, per Kamm iniziò una carriera accademica e da ricercatore allo Stevens Institute of Technology di Hoboken, nel New Jersey. Tornato in Germania Ovest nel 1955, Kamm fu nominato direttore del dipartimento di ingegneria meccanica dell'Istituto Battelle di Francoforte. Nel 1958 si Kamm ritirò per motivi di salute a Stoccarda, dove morì. Nel 2009 è stato inserito nella Automotive Hall of Fame.

## Le vetture caratterizzate dalla coda di Kamm
Sul mercato statunitense, la coda di Kamm è stata applicata alla AMC Gremlin, alla AMC Eagle ed alla Chevrolet Vega. Sul mercato italiano, le vetture più famose con questa parte posteriore furono la Ferrari 250 GT Drogo e la Bizzarrini GT 5300 Strada (entrambe progettate da Giotto Bizzarrini), l'Alfa Romeo Giulia TZ2.